# Puttelange-aux-Lacs
Puttelange-aux-Lacs – miejscowość i gmina we Francji, w regionie Grand Est, w departamencie Mozela.
Według danych na rok 1990 gminę zamieszkiwało 2979 osób, a gęstość zaludnienia wynosiła 179 osób/km² (wśród 2335 gmin Lotaryngii Puttelange-aux-Lacs plasuje się na 146. miejscu pod względem liczby ludności, natomiast pod względem powierzchni na miejscu 278.).